# 甚目寺駅
甚目寺駅（じもくじえき）は、愛知県あま市甚目寺郷浦にある、名古屋鉄道（名鉄）津島線の駅である。駅番号はTB01。全営業列車が停車し（回送列車や団体列車、試運転列車は通過することがある）、あま市内の駅では最も乗降人員が多い駅で市内唯一の有人駅であるが、JTB時刻表では、代表駅は当駅ではなく、かつて市役所最寄り駅であった木田駅としている。

## 概要
あま市の甚目寺地区の玄関口の役割を持ち利用者も多く、名鉄津島線内では津島駅に次いで2番目に多い。
尾張四観音の一つである甚目寺観音の最寄駅であり、初詣や節分会などの行事が開催されると多くの参拝客で賑わう。かつては、特急が当駅を通過していたが、2008年12月27日のダイヤ改正で全列車停車駅となった。終日駅員配置駅で、ミューチケットや定期券の購入が可能。ICカード乗車券manacaが利用できる。

## 歴史
- 1914年（大正3年）1月23日 - 開業。
- 1915年（大正4年） - 駅舎竣工[2]。
- 1975年（昭和50年）10月1日 - 南口新駅舎竣工[3]。
- 2004年（平成16年）7月15日 - トランパス導入。
- 2008年（平成20年）12月27日 - 河和発佐屋行きの特急4本新設され、特急停車駅となる。
- 2011年（平成23年）
  - 2月11日 - manaca導入。
  - 3月26日 - 北口駅舎竣工[4]。
- 2012年（平成24年）2月29日 - トランパス供用終了。

## 駅構造
相対式2面2線ホームを持つ地上駅で、互いのホームは跨線橋で連絡している。直営駅（須ヶ口駅の被管理駅）であり、終日駅員が業務を行う。ホームは津島方面が6両分、名古屋方面が8両分。
改札口は北改札口と南改札口の2箇所で、南改札口に駅員がおり、北改札口は無人である。それぞれの改札口付近には自動券売機（新規manaca通勤定期乗車券及び継続manaca定期乗車券の購入も可能）が1台ずつ設置されている。なお、北改札口付近には自動精算機やICカードチャージ機がないため、「運賃の精算やICカードのチャージ等が必要なお客さまは南改札口をご利用ください」と掲示されている（残高が足りている時は、出場後に改札外の券売機にて積み増しが可能）。ホームには簡易列車案内や簡易型駅自動放送があり、朝ラッシュ時には駅員による肉声放送が行われることがある。
エレベーターは各ホームと跨線橋を連絡するするもののほか、北改札口と跨線橋を連絡するものも存在する。
| 番線 | 路線      | 方向 | 行先                         |
| ---- | --------- | ---- | ---------------------------- |
| 1    | TB 津島線 | 下り | 津島・弥富方面               |
| 2    | TB 津島線 | 上り | 須ケ口・名鉄名古屋・金山方面 |

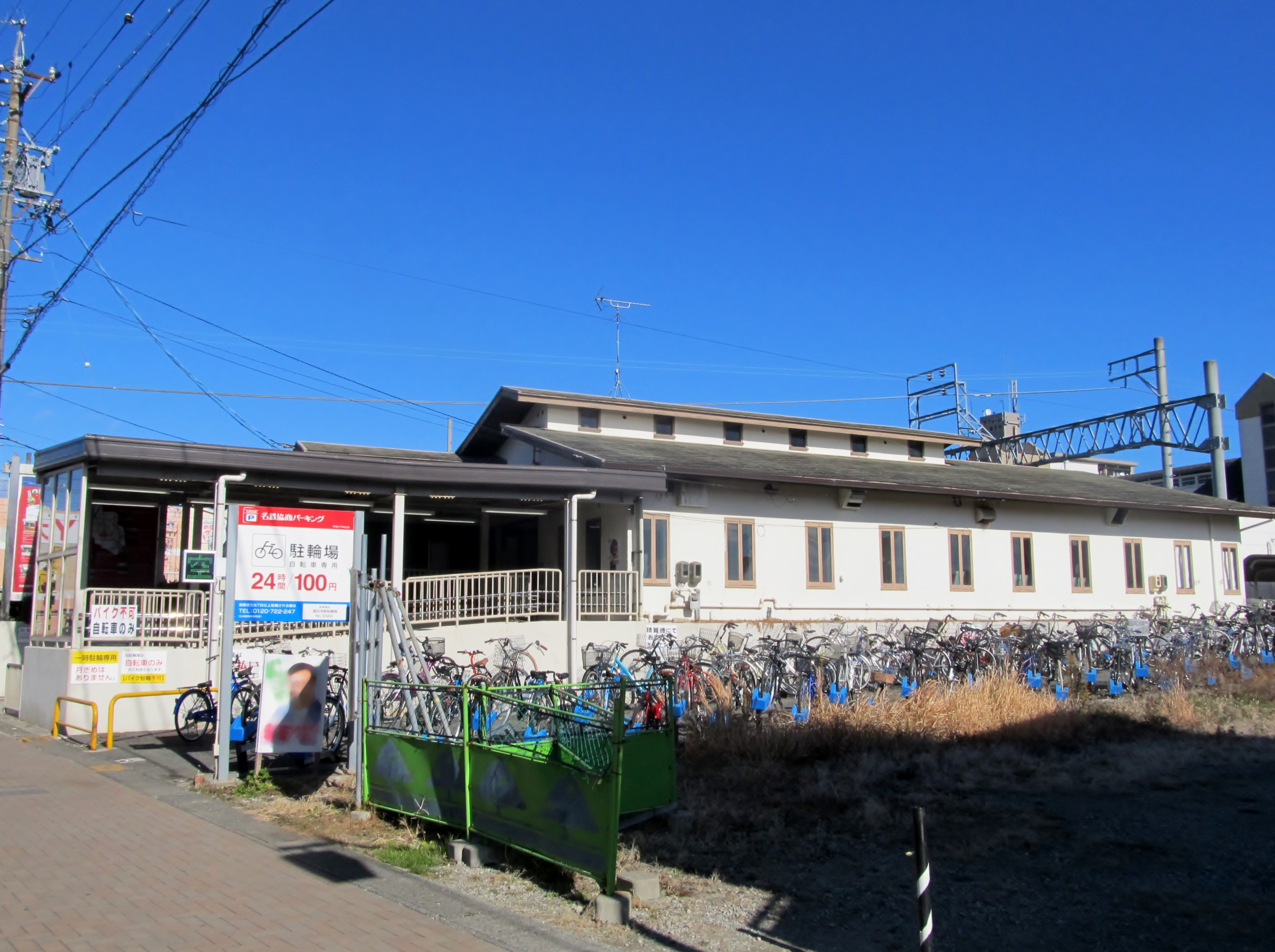
南口駅舎
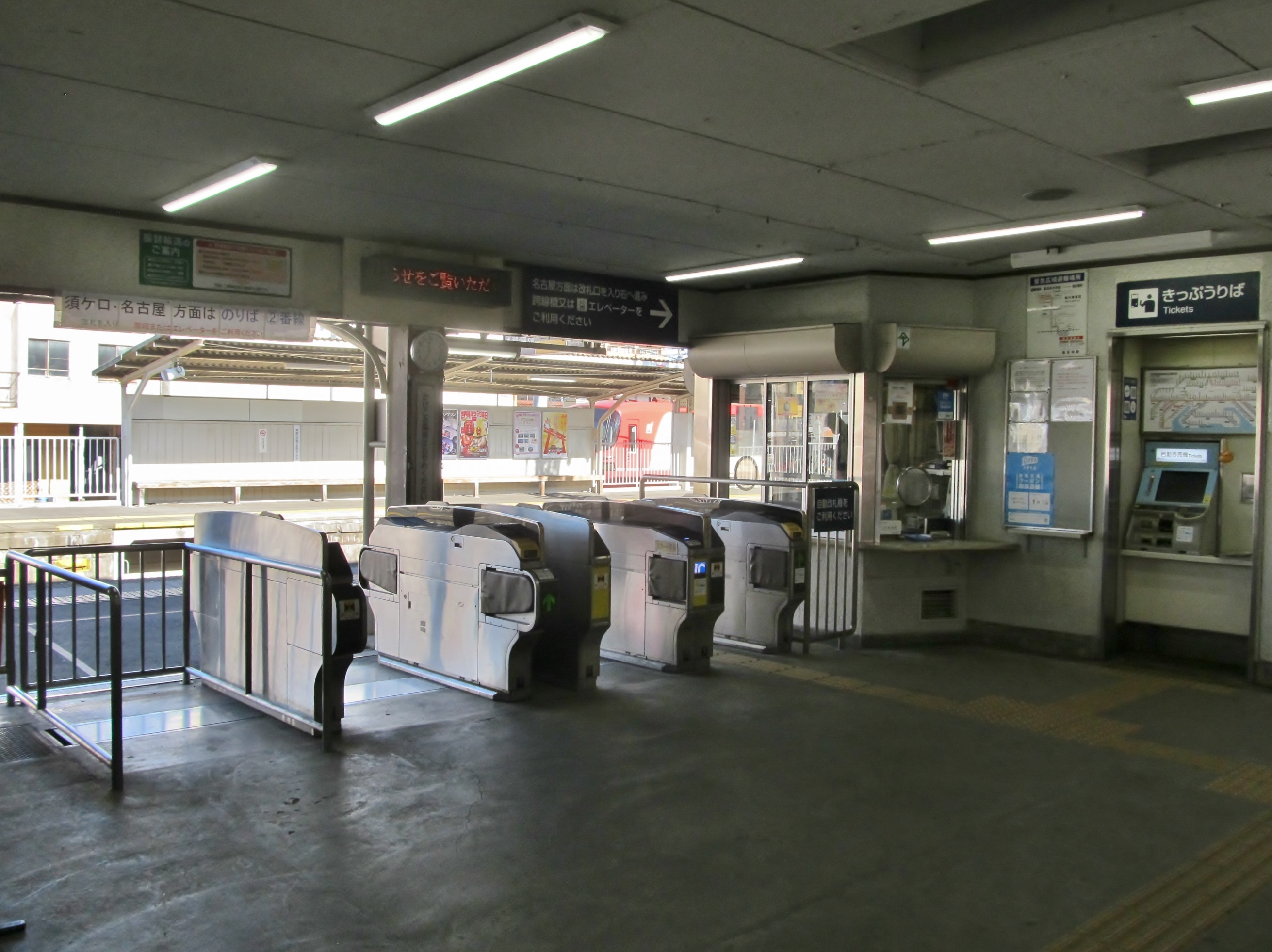
南改札口
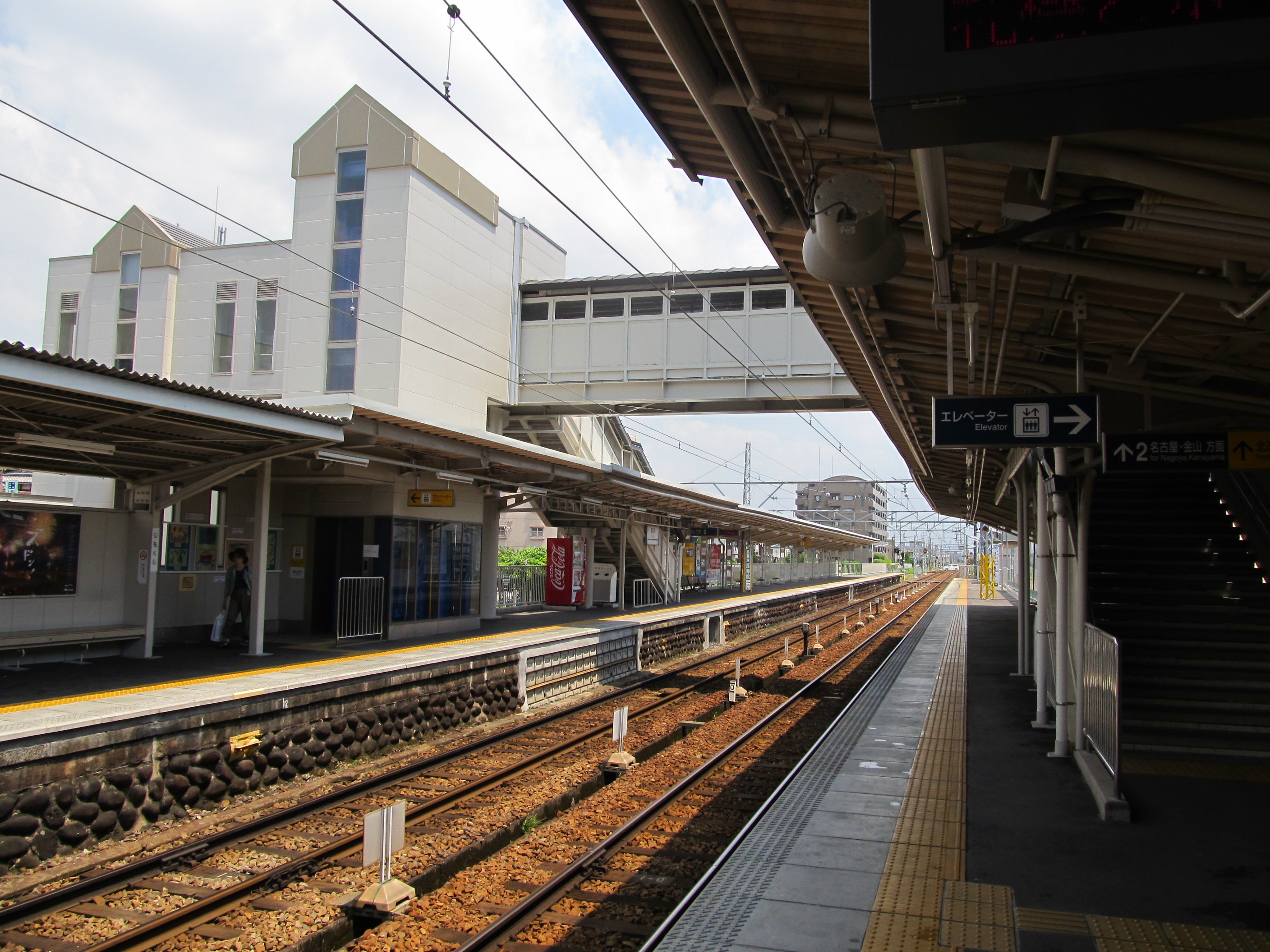
ホーム
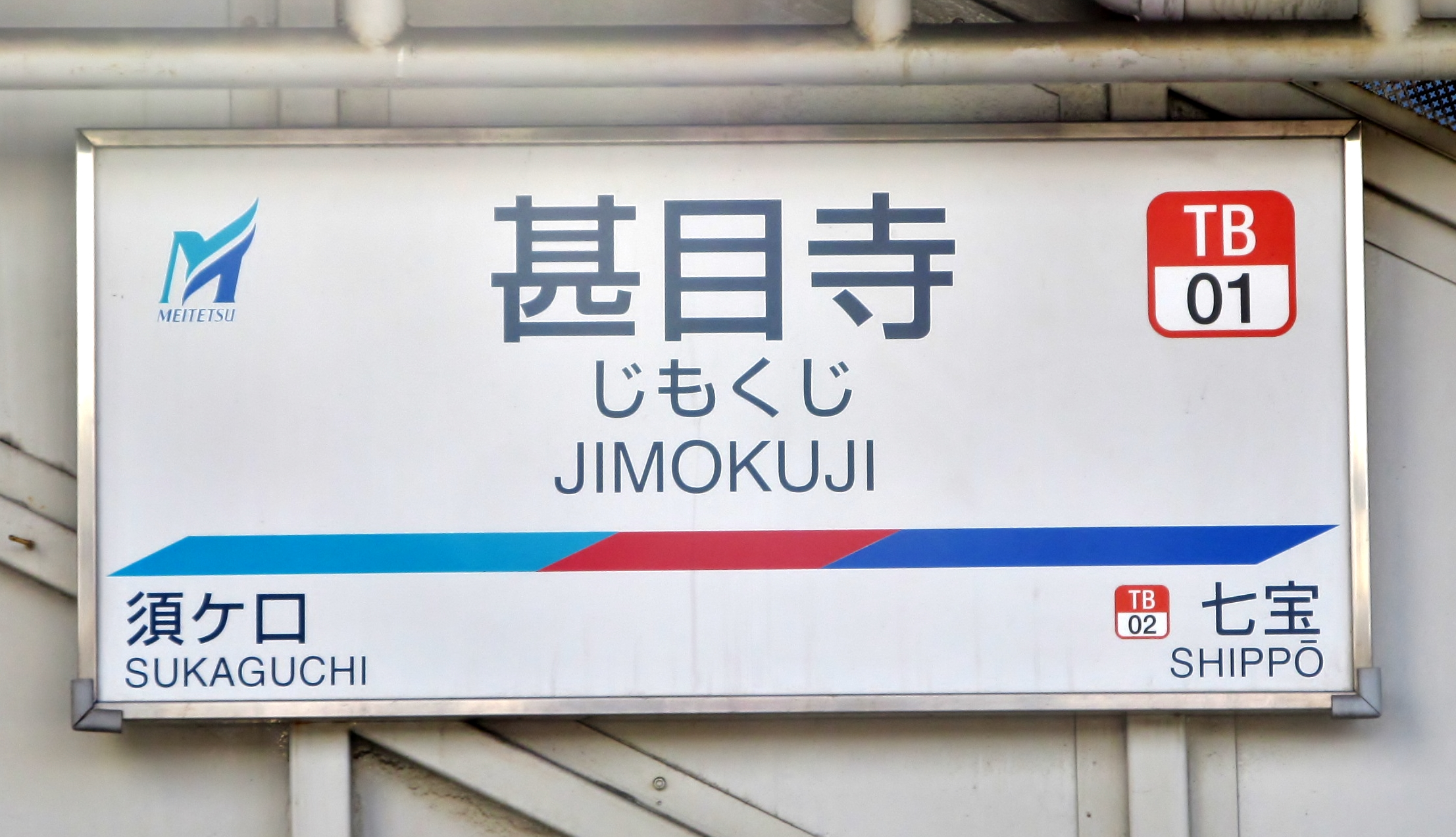
駅名標

### 設備
ホームの嵩上げ、エレベーターやスロープの設置などバリアフリー工事は実施済みである。
- 自動改札機
- 自動券売機
- 車椅子対応エレベーター（上下ホーム、北口）
- スロープ（南口）
- 男女トイレ（下りホーム）
- 多機能トイレ（下りホーム）
- 売店（南口）
- 自動販売機

### 給油施設
かつては駅北側の側線にディーゼル特急（北アルプス）用の給油施設があった。この側線は清洲飛行場建設のための土砂輸送の拠点として整備されたもので、昭和30年代には廃車車両の留置場所となっていた。その後、気動車用の給油設備が作られ給油拠点となっていた。気動車の運用がなくなった現在は再び留置線となっている（平日の昼間には河和方面の特急1200系、土休日の昼間は 3500系・3700系・3300系・9500系が留置されている）。名古屋方面へ回送する列車は、須ヶ口のホームの状況によっては一旦当駅に回送し折り返すことがある。

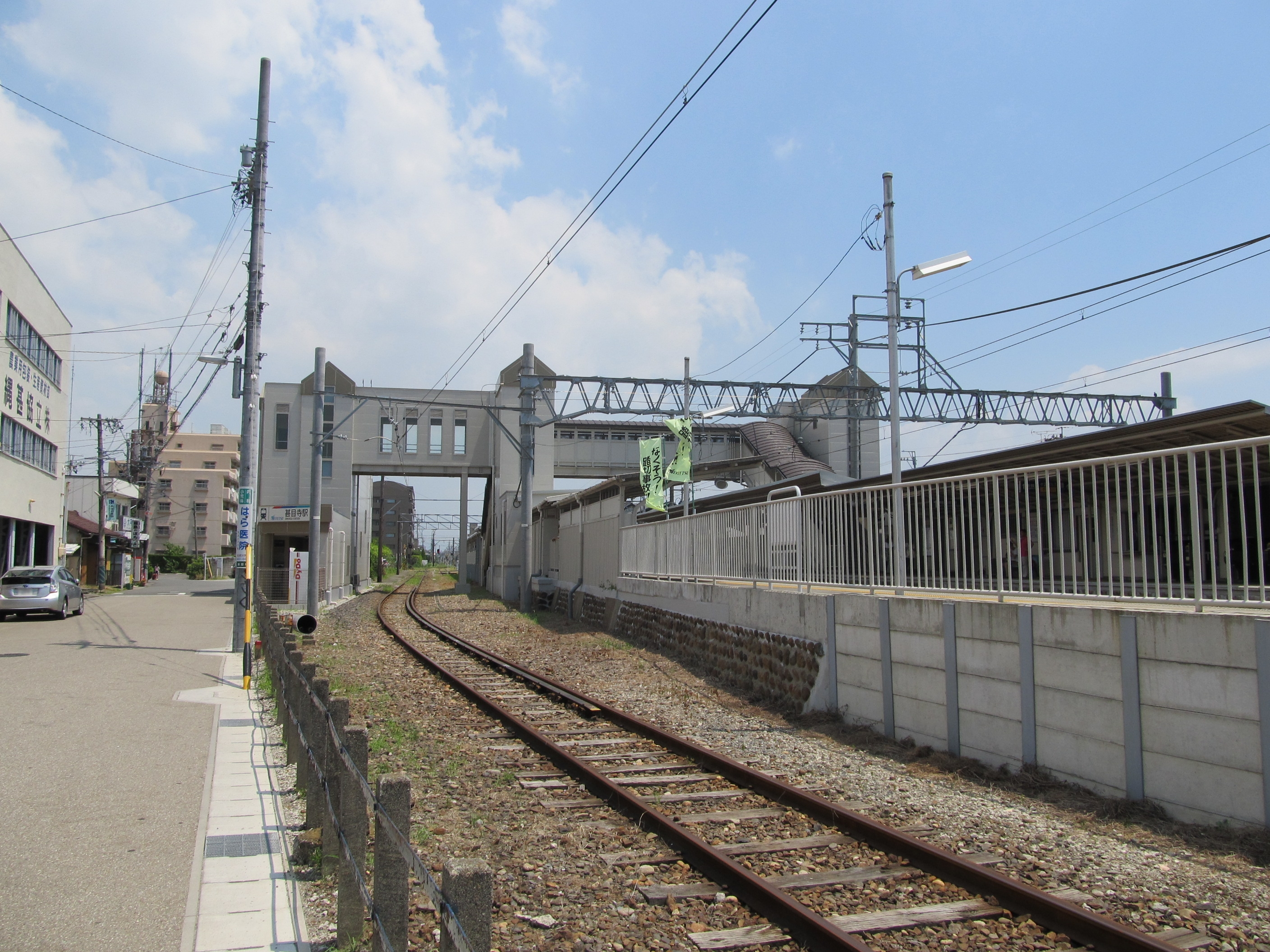
留置線

### 配線図
| ← 津島・ 弥富方面 | \| \| \| \| \| \| \| \| \| \| \| \| \| \| \| \| \| \| \| \| \| \| \| \| \| \| \| \| \| \| \| \| \| \| \| \| \| \| \| \| \| \| \| \| \| \| \| \| \| \| \| \| \| \| \| \| \| \| \| \| \| \| \| \| \| \| \| \| \| \| \| \| \| \| \| \| \| \| \| \| \| \| \| \| \| \| \| \| \| \| \| \| \| \| \| \| \| \| \| \| \| \| | → 須ヶ口・ 名古屋方面 |       |       |       |          |        |        |        |         |          |       |       |       |       |
| 凡例 出典:        | |                       |       |       |       |          |        |        |        |         |          |       |       |       |       |
|                   | |                       |       |       |       | courbebg | voie   | voie   | voie   | voie    | courbebd |       |       |       |       |
|                   | |                       |       |       | Mvoie |          |        |        |        | butoirg | voie     | Dbifg |       |       |       |
|                   | |                       |       | Mvoie |       | 0D22-2   | 0D22-2 | 0D22-2 | 0D22-2 | 0D22-2  | 0D22-2   |       | Dvoie |       |       |
| sensd             | voie | bifbg                 | bifhd | voie  | voie  | 0D22-2   | 0D22-2 | 0D22-2 | 0D22-2 | 0D22-2  | 0D22-2   | voie  | voie  | bifhg | sensd |
| sensg             | bifhd | voie                  | voie  | voie  | voie  | 0D22-2   | 0D22-2 | 0D22-2 | 0D22-2 | 0D22-2  | 0D22-2   | voie  | voie  | voie  | sensg |
|                   | |                       |       |       |       | 0D22-2   | 0D22-2 | 0D22-2 | 0D22-2 | 0D22-2  | 0D22-2   |       |       |       |       |

## 利用状況
- 移動等円滑化取組報告書によると、2022年度の1日平均乗降人員は10,021人であった[1]。

名鉄120年：近20年のあゆみ』によると2013年度当時の1日平均乗降人員は9,529人であり、この値は名鉄全駅（275駅）中44位、津島線（8駅）中2位であった。
- 『名古屋鉄道百年史』によると1992年度当時の1日平均乗降人員は9,842人であり、この値は岐阜市内線均一運賃区間内各駅（岐阜市内線・田神線・美濃町線徹明町駅 - 琴塚駅間）を除く名鉄全駅（342駅）中43位、津島線（8駅）中3位であった[11]。
- 『海部郡史稿本』によると、1922年当時の年間利用者数は乗車97,044人、降車94,083人（1日平均では乗車266人、降車258人）であった[12]。

あま市の統計によると、近年の1日平均乗降人員は下表のとおりである。
| 年度               | 1日平均 乗降人員 |
| ------------------ | ---------------- |
| 2003年（平成15年） | 9,069            |
| 2004年（平成16年） | 8,882            |
| 2005年（平成17年） | 9,091            |
| 2006年（平成18年） | 9,288            |
| 2007年（平成19年） | 9,381            |
| 2008年（平成20年） | 9,223            |

2008年12月27日のダイヤ改正までは特急が当駅を通過していたが、以前から特急停車駅であった須ヶ口駅や木田駅、勝幡駅より乗車人数が多く、津島線内では津島駅に次いで2番目に多い。主に名古屋方面への通勤通学利用のほか、愛知県立五条高等学校へは新清洲駅からより当駅からの方が近いために朝夕は高校生の利用も多い。

## 駅周辺

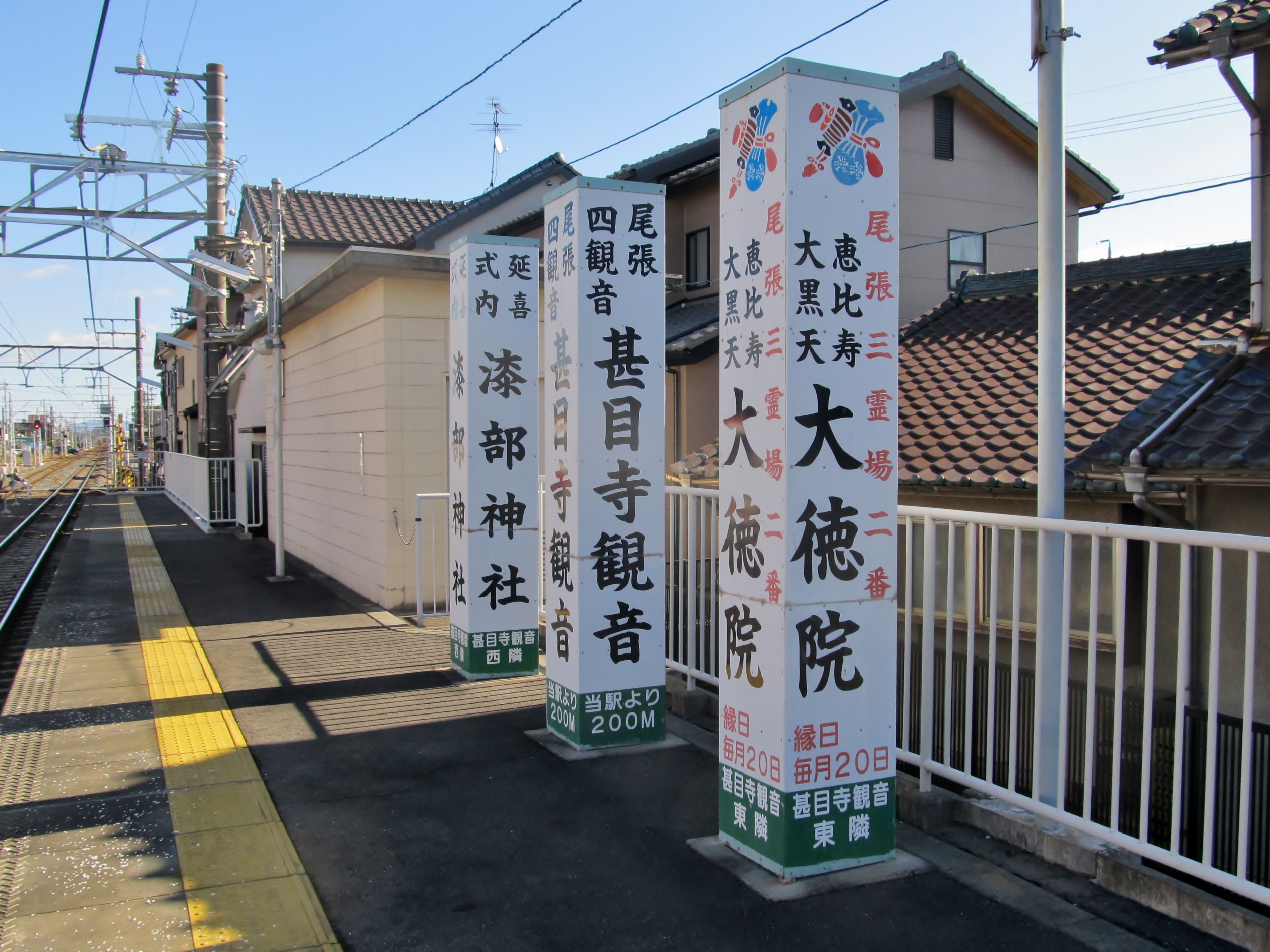
ホーム上にある寺社案内

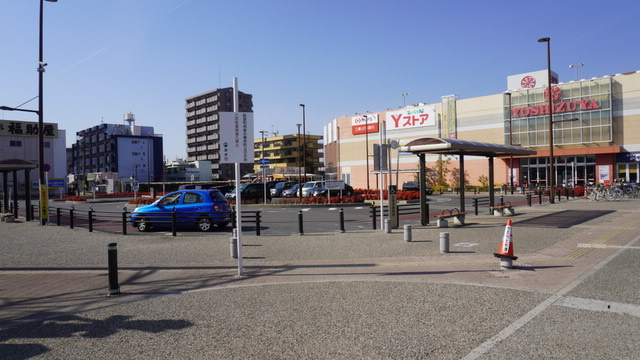
甚目寺駅前ロータリー

2006年から駅周辺整備事業に着手し、2013年に甚目寺駅北口駅前広場が完成した。駅前ロータリーが改築され、ロータリー内にはタクシー乗り場とバス乗り場が設置されている。
当駅はあま市甚目寺地区全体では北東に位置しており、徒歩で15分ほど進むと清須市に入る。
- 鳳凰山甚目寺（甚目寺観音）
- 漆部神社
- 大徳院
- あま市民病院
- あま市役所甚目寺庁舎（旧・甚目寺町役場、2023年5月8日をもって市役所本庁に統合、廃止済み）
- あま市甚目寺公民館
- あま市甚目寺総合体育館
- あま市甚目寺総合福祉会館
- 真宗大谷派 円周寺[注釈 1]
- あま市甚目寺歴史民俗資料館
- 甚目寺郵便局
- 愛知県立五条高等学校（徒歩で約13分）
- あま市立甚目寺中学校
- あま市立甚目寺小学校
- ヨシヅヤ 甚目寺店（駅北口すぐ）
- 津島警察署 甚目寺幹部交番

## バス

### 巡回バス
北口ロータリーを発着する。あま市民病院巡回バスは経由するが停留所の標識はない。
- あま市巡回バス [注釈 2]

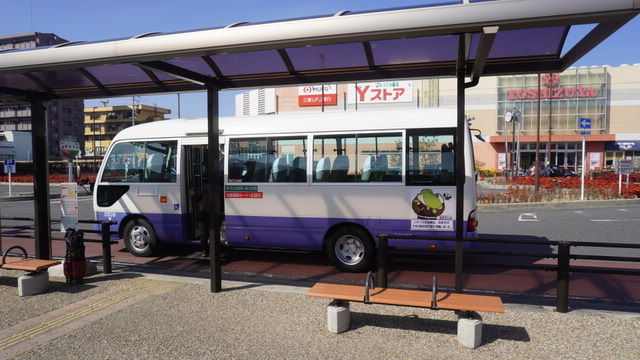
甚目寺駅バス停に停車中のあま市巡回バス

  - 北部巡回ルート：甚目寺駅 - あま市民病院 - 市役所甚目寺庁舎 - 美和文化会館 - 市役所本庁舎 - 木田駅
  - 東部巡回ルート：下萱津 - 甚目寺南中学校前 - あま市民病院 - 市役所甚目寺庁舎 - 甚目寺駅

- あま市民病院巡回バス - 1号車、2号車、午後便とも停車。コースによっては経由しないことがある。

### 自動車学校送迎バス
- 名駅大治自動車学校
- 稲沢自動車学校
- 城北自動車学校
- CBC自動車学校

### その他送迎バス
- くつろぎ天然温泉 湯楽 - 国府宮経由
- 好生館病院

## 隣の駅
七宝駅との間に新居屋駅があったが、1969年4月に廃止された。
名古屋鉄道
TB 津島線
■特急・■急行・■準急
須ヶ口駅（NH42） - 甚目寺駅（TB01） - 木田駅（TB03）
■普通
須ヶ口駅（NH42） - 甚目寺駅（TB01） - 七宝駅（TB02）